# Швейцер, Богдан Яковлевич
Богда́н Я́ковлевич Шве́йцер (нем. Kaspar Gottfried Schweizer; 1816—1873) — учёный-астроном, астрометрист, географ, ординарный профессор Московского университета.

## Биография
Родился 16 февраля 1816 года в Виле (кантон Цюрих, Швейцария), где его отец Людвиг Яков Швейцер служил пастором.
Несколько лет посещал школу; затем отец занимался с ним латинским и греческим языками, геометрией, географией и историей. Летом 1829 года он поступил в отделение наук Фелленберговского института в Гофвиле, близ Берна, где пробыл два года. В 1831—1836 годах учился в цюрихском Collegium humanitatis; с 1836 года начал учиться в Цюрихском университете, но был вынужден в течение года работать учителем математики в технологической школе в Винтертуре. В 1837 году возобновил обучение в Цюрихе и до весны 1839 года слушал в университете лекции математики у Раабе, Греффе, Редтенбахера и Мюллера, а также лекции астрономии — у Эгишана и философии — у Окена.
Во второй половине 1839 года поступил в Кёнигсбергский университет, где слушал лекции Ф. В. Бесселя, Якоби, Неймана, Ришели. Одновременно, в 1839—1841 годах был ассистентом Бесселя в Кёнигсбергской обсерватории. Летом 1841 года уехал в Россию.
В 1841—1845 годах работал в Пулковской обсерватории под руководством В. Я. Струве; работал сначала с малым инструментом, а затем с большим пассажным инструментом.
С 1845 года — сверхштатный астроном обсерватории Московского университета (ныне Государственный астрономический институт им. П К. Штернберга). В 1847 году выдержал экзамен на степень кандидата при Московском университете и в 1849 году был назначен исправляющим должность адъюнкта астрономии.
С мая 1852 года — астроном при Константиновском межевом институте. В том же году он получил степень доктора философии от Кёнигсбергского университета, а в 1864 году Московский университет присвоил ему степень доктора астрономии.
Основные научные работы относятся к астрометрии и картографии. Сделал более 8500 наблюдений на пассажном инструменте, которые легли в основу Пулковского каталога звёзд (1845). Определил широту Москвы и некоторых подмосковных пунктов с помощью пассажного инструмента и вертикального круга Эртеля. Наблюдал ряд звезд для определения их параллаксов.
В 1847—1855 годах наблюдал 11 комет, из них четыре были им открыты впервые.
В 1856 году был назначен директором обсерватории Московского университета и в том же году избран ординарным профессором астрономии, однако, ввиду плохого знания русского языка, преподавал студентам только практическую астрономию. В 1859 году при активном участии молодых астрономов Ф. А. Бредихина, М. Ф. Хандрикова и В. К. Цесарского полностью завершил реконструкцию университетской обсерватории, включая установку в ней вращающегося купола, а также монтаж и наладку заказанного ранее оборудования.
11 ноября 1864 года открыл двойную звезду в созвездии Рыбы (объект NGC 7804).
Организовал исследование московских аномалий силы тяжести, составил их карту. Объяснял существование аномалий залеганием в верхней части земной коры на данной территории слоев более высокой плотности. По поручению Академии Наук вычислил площади губерний Европейской России.
На торжественном акте Московского университета (1865) произнёс речь «Описание обсерватории Московского университета и её главных инструментов», положив начало изучению её истории.
Награждён малой золотой медалью Русского географического общества (1861).
Умер 24 июня (6 июля) 1873 года. Похоронен на Введенском кладбище (уч. 14).